# Барон Стратбоги
Барон Страбоги (англ. Baron Strabolgi) — наследственный титул в системе Пэрства Англии. Первоначально титул писался «Барон Стратбоги» (англ. Strathbogie). Он был создан 20 октября 1318 года для Дэвида Стратбоги, 10-го графа Атолла (умер в 1326), констебля Шотландии и главного хранителя Нортумберленда. Он был старшим сыном Джона Стратбоги, графа Атолла (около 1266—1306), и Марджори (Маргарет) дочери Дональда, 6-го графа Мара. Ему наследовал его старший сын, Дэвид Стратбоги, 11-й граф Атолл (1309—1335). Его преемником стал его сын, Дэвид Стратбоги, 12-й граф Атолл (1332—1369), после смерти которого баронский титул оказался в состоянии ожидания.
В 1496 году де-юре баронский титул был возрожден для Эдварда Бурга (около 1463—1528), сына сэра Томаса Бурга, 1-го барона Бурга (около 1431—1496), и Маргарет де Рос, который был потомком леди Элизабет Стратбоги, дочери Дэвида Стратбоги, 12-го графа Атолла, 3-го барона Стратбоги. В 1602 году после смерти Роберта Бурга, 4-го барона Бурга и де-юре 7-го барона Страбоги (1594—1602), титул барона Страбоги вновь оказался в состоянии ожидания.
В 1916 году баронский был возрожден для Катберта Маттиаса Кенуори (1853—1934), который стал 8-м бароном Страбоги. Он был единственным сыном преподобного Джозефа Кенуори и Гарриет Элизабет Литэм, а также потомком Элизабет Бург, старшей сестры последнего (4-го) барона Бурга. Ему наследовал его старший сын, Джозеф Монтегю Кенуори, 10-й барон Страболджи (1886—1953). Он заседал в Палате общин Великобритании от Центрального Кингстон-апон-Халла (1919—1931). Его преемником стал его старший сын, Дэвид Монтегю де Бург Кенуори, 11-й барон Страбоги (1914—2010). Лейбористский политик, он занимал должность капитана йоменской гвардии (1974—1979).
По состоянию на 2024 год носителем титула являлся племянник последнего, Эндрю Дэвид Уитли Кенуори, 12-й барон Страбоги (род. 1967), который стал преемником своего дяди в 2010 году. Он был старшим сыном преподобного достопочтенного Джонатана Малкольма Атолла Кенуори (1916—1991) от второго брака.

## Бароны Страбоги (1318)
- 1318—1326: Давид Стратбоги, 10-й граф Атолл, 1-й барон Стратбоги (умер 28 декабря 1326), старший сын Джона Стратбоги, 9-го графа Атолла (около 1266—1306)[1];
- 1326—1335: Давид Стратбоги, 11-й граф Атолл, 2-й барон Стратбоги (1 февраля 1309 — 30 ноября 1335), старший сын предыдущего[2];
- 1335—1369: Давид Стратбоги, 3-й барон Стратбоги (1332 — 10 октября 1369), единственный сын предыдущего[3];
- 1496—1528: Эдвард Бург, 2-й барон Бург из Гейнсборо, 4-й барон Страбоги (1464 — 20 августа 1528), старший сын Томаса Бурга, барона Бурга из Гейнсборо (ок. 1431—1496)[4];
- 1528—1550: Томас Бург, 1-й барон Бург, 5-й барон Страбоги (1488 — 28 февраля 1550), старший сын предыдущего[5];
- 1550—1584: Уильям Бург, 2-й барон Бург, 6-й барон Страбоги (1522 — 10 сентября 1584), третий сын предыдущего[6];
- 1584—1597: Томас Бург, 3-й барон Бург, 7-й барон Страбоги (ок. 1555 — 14 октября 1597), третий сын предыдущего[7];
- 1597—1602: Роберт Бург, 4-й барон Бург, 8-й барон Страбоги (1594 — 26 февраля 1602), единственный сын предыдущего[8];
- 1916—1934: Катберт Маттиас Кенуори, 9-й барон Страбоги (24 февраля 1853 — 12 февраля 1934), второй сын преподобного Джозефа Кенуори и Гарриет Элизабет Литэм[9];
- 1934—1953: Джозеф Монтегю Кенуори, 10-й барон Страбоги (7 марта 1886 — 8 октября 1953), старший сын предыдущего[10];
- 1953—2010: Дэвид Монтегю де Бург Кенуори, 11-й барон Страбоги (1 ноября 1914 — 24 декабря 2010), старший сын предыдущего[11];
- 2010 — настоящее время: Эндрю Дэвид Уитли Кенуори, 12-й барон Страбоги (род. 25 января 1967), старший сын преподобного достопочтенного Джонатана Малкольма Атолла Кенуори (1916—1991), племянник предыдущего[12];
  - Наследник титула: Хэмиш Кенуори Малькольм (род. 31 октября 1971)[13], троюродный племянник предыдущего, сын Дэвида Патрика Фрэнсиса Малкольма Кенуори (17 сентября 1942 — 23 октября 2014), единственного сына Катберта Реджинальда Диснея Кенуори (1914—1987) от первого брака[14].